# Литература Папуа — Новой Гвинеи
Литература Папуа — Новой Гвинеи — литература страны Папуа — Новая Гвинея. 
Литература в Папуа — Новой Гвинее находится пока что в зачаточном состоянии, чрезвычайно мало журналов и издательств. Большинство местных писателей известны только в пределах Океании. Большая часть писателей вышла из университета в Порт-Морсби.

## Наиболее известные произведения и писатели
Одним из наиболее известных литературных произведений Папуа — Новой Гвинеи является автобиографическое повествование «Десять тысяч лет в одну жизнь» Альберта Маори Кики (одного из создателей партии Пангу). Книга переведена на многие языки (включая русский).
Другим произведением является написанный Винсентом Эри роман «Крокодил». Его русское издание, кроме романа, включает произведения восьми других литераторов из Папуа — Новой Гвинеи.
Творчество поэта Аллана Натачи, в отличие от обычного для национальной литературы восхваления традиционного образа жизни, показывает «приход атомного века», сокрушающего «наш каменный век».

## Журналы в Папуа — Новой Гвинее
В данный момент в Папуа — Новой Гвинее существует литературный журнал «Кова-ве». Также в Папуа издается «Папуасская карманная серия поэтов», которая появилась в 1967 году.